# Suthfeld
Suthfeld ist eine Gemeinde ohne namengebenden Hauptort innerhalb der Samtgemeinde Nenndorf im Landkreis Schaumburg in Niedersachsen.

## Geografie
Suthfeld besteht aus den Dörfern Helsinghausen, Kreuzriehe und Riehe. Der Name Suthfeld bezieht sich auf eine alte Flurbezeichnung zwischen den drei Ortschaften, südöstlich von Helsinghausen gelegen.
Durch das Gemeindegebiet fließen der Haster Bach (Beeke), Das Rad und der Büntegraben.
Helsinghausen und Kreuzriehe liegen an der Bundesstraße 442 zwischen Haste und Bad Nenndorf. Riehe liegt östlich davon an der Kreisstraße 52. Südöstlich von Riehe verläuft die BAB 2. Auch der Europawanderweg E 1 führt durch die Gemeinde.
Nachbarkommunen sind im Uhrzeigersinn die Gemeinde Haste, die Stadt Bad Nenndorf sowie die Gemeinde Hohnhorst.

## Geschichte
Entstanden ist die heutige Gemeinde Suthfeld im Zuge der niedersächsischen Verwaltungs- und Gebietsreform am 1. März 1974 durch den Zusammenschluss der ehemaligen Gemeinden Riehe, Kreuzriehe und Helsinghausen. Die Geschichte der drei Dörfer ist geprägt durch die Landwirtschaft und den Kohlebergbau im Deister.
Einwohnerentwicklung
Einwohner 1961 am 1. Juni, 1970 am 27. Mai, ab 2003 jeweils am 1. Januar des jeweiligen Jahres.
|                 | 1961 | 1970 | 2003 | 2004 | 2005 | 2006 | 2007 | 2008 | 2009 | 2010 | 2011 | 2012 | 2013 | 2014 | 2015 | 2017 | 2018 | 2019 |
| --------------- | ---- | ---- | ---- | ---- | ---- | ---- | ---- | ---- | ---- | ---- | ---- | ---- | ---- | ---- | ---- | ---- | ---- | ---- |
| Helsinghausen   | 368  | 346  | 513  | 499  | 519  | 508  | 517  | 520  | 517  | 510  | 489  | 476  | 460  | 455  | 464  | 458  | 439  | 464  |
| Kreuzriehe      | 353  | 355  | 473  | 489  | 482  | 469  | 461  | 466  | 483  | 483  | 475  | 470  | 456  | 453  | 466  | 470  | 494  | 490  |
| Riehe           | 444  | 447  | 496  | 509  | 517  | 520  | 520  | 527  | 559  | 556  | 533  | 523  | 525  | 518  | 532  | 549  | 530  | 557  |
| Suthfeld gesamt | 1165 | 1148 | 1482 | 1497 | 1518 | 1497 | 1498 | 1513 | 1559 | 1549 | 1497 | 1469 | 1441 | 1426 | 1462 | 1477 | 1463 | 1511 |

## Politik

### Gemeinderat
Der Rat der Gemeinde Suthfeld besteht aus elf Ratsfrauen und Ratsherren. Dies ist die festgelegte Anzahl für die Mitgliedsgemeinde einer Samtgemeinde mit einer Einwohnerzahl zwischen 1001 und 2000 Einwohnern. Die Ratsmitglieder werden durch eine Kommunalwahl für jeweils fünf Jahre gewählt. Die aktuelle Amtszeit begann am 1. November 2021 und endet am 31. Oktober 2026.
Die Kommunalwahl am 12. September 2021 ergab das folgende Ergebnis:
| Gemeinderat 2021Insgesamt 11 Sitze - SPD: 5 - Grüne: 1 - CDU: 5 |

Vorherige Sitzverteilungen:
| Wahljahr | SPD | CDU | Gesamt   |
| -------- | --- | --- | -------- |
| 2016     | 7   | 4   | 11 Sitze |

### Bürgermeister/Verwaltung
Bürgermeisterin ist Katrin Hösl (SPD). Die Gemeindeverwaltung befindet sich im Ortsteil Riehe.

## Kultur und Sehenswürdigkeiten

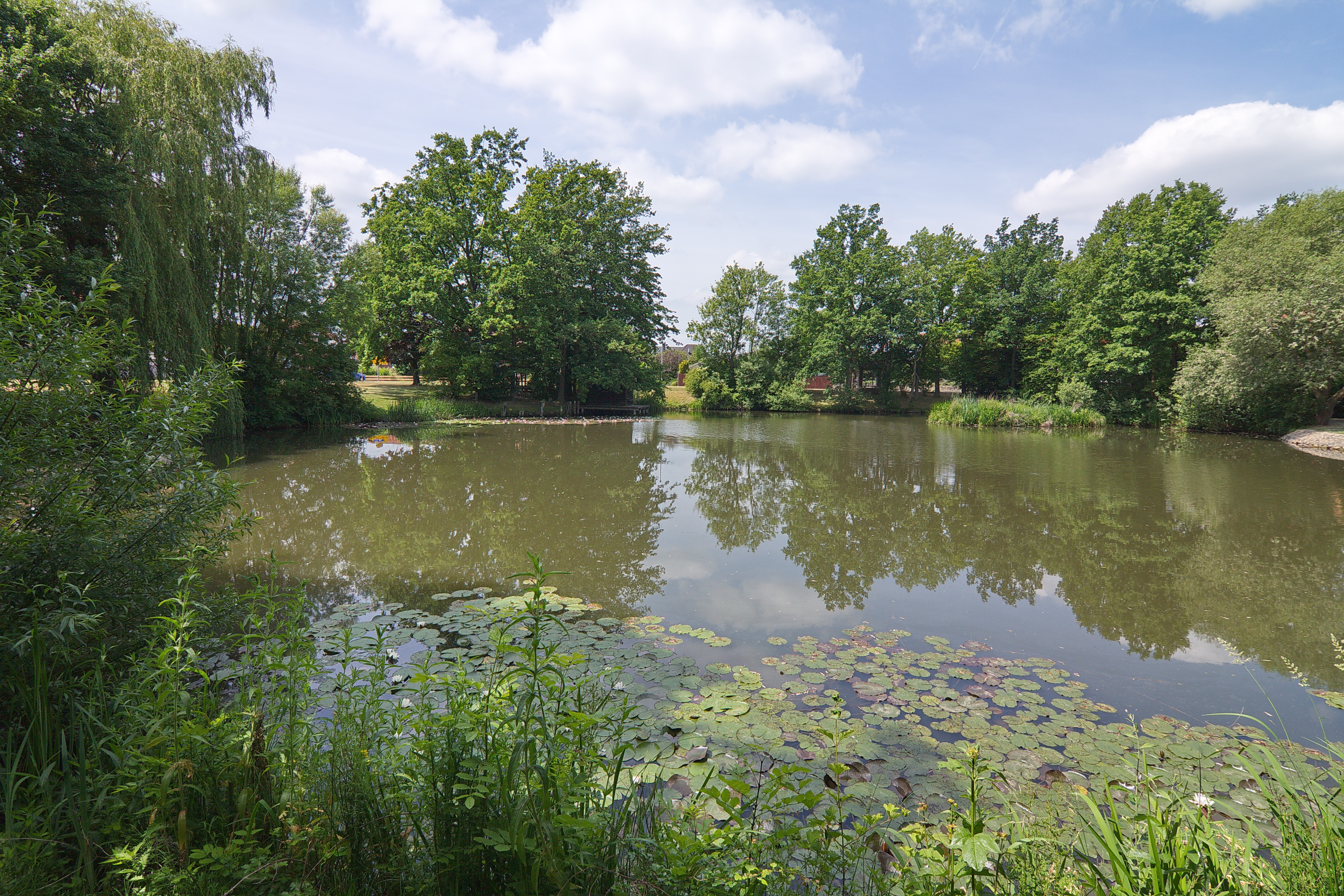
Dorfteich im Ortsteil Kreuzriehe
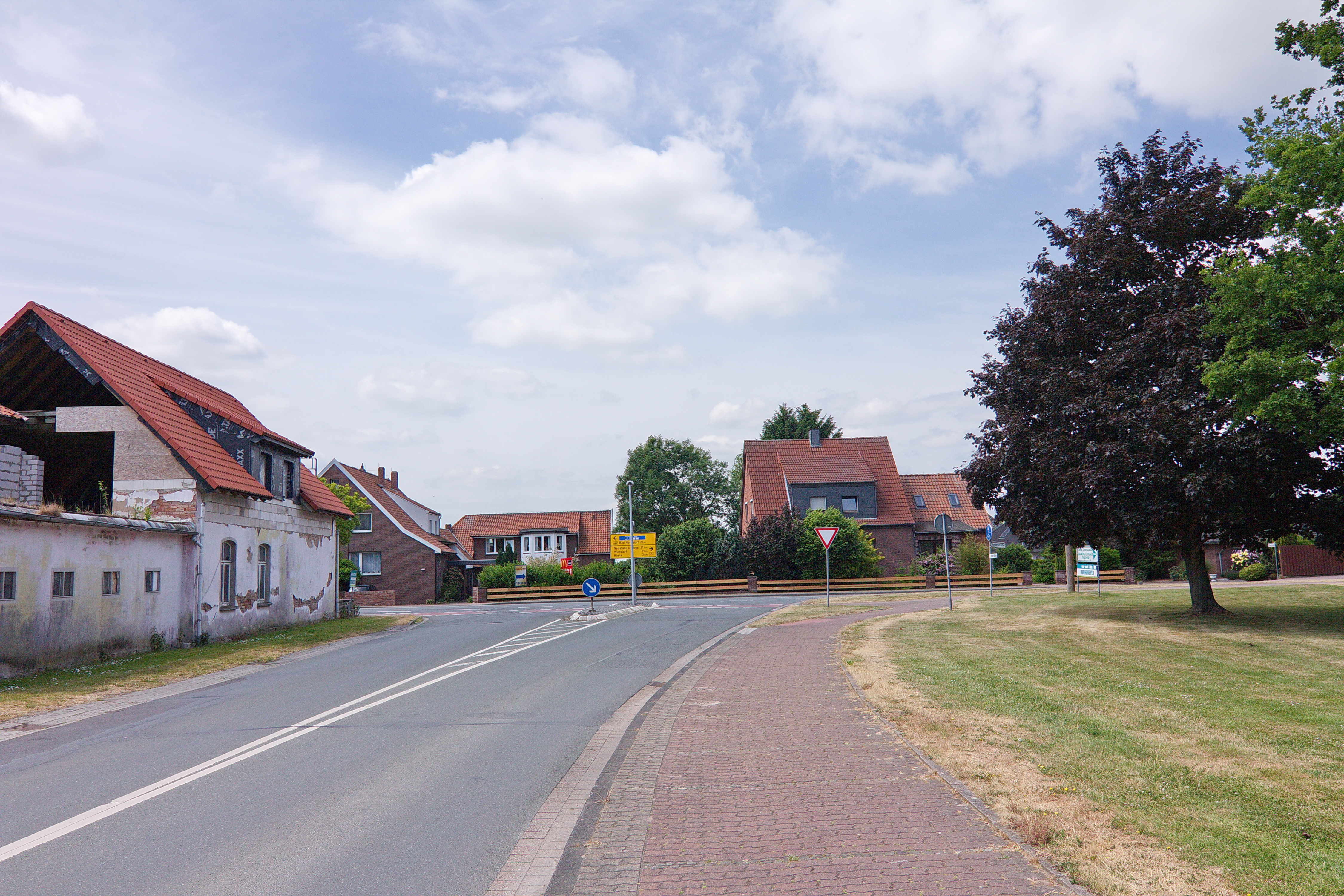
Ortsblick in Kreuzriehe
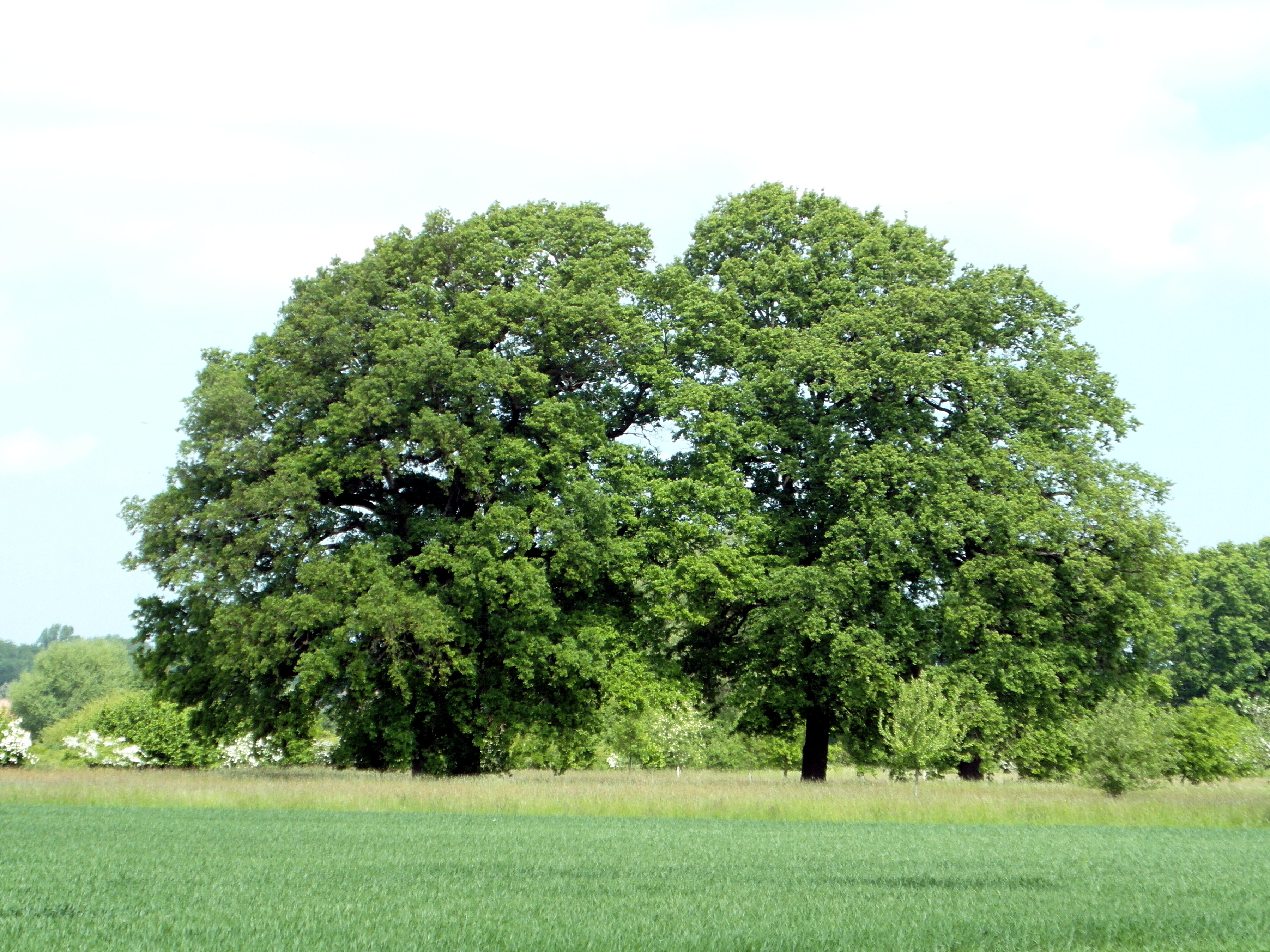
Naturdenkmal Eichengruppe in Suthfeld

### Sport
Der TuS Kreuzriehe – Helsinghausen ist aus dem Zusammenschluss der Vereine TV Kreuzriehe und TuS Helsinghausen entstanden. Beide Vereine wurden 1924 als Männerturnverein (MTV) gegründet. Gründungsgrund war bei beiden Vereinen die Aufnahme des Turnbetriebes. Im Jahr 2007 hatte der Verein auf 564 Mitglieder an. Angeboten werden die Sportarten Handball, Tennis, Tischtennis, Volleyball, Gymnastische Selbstverteidigung, Badminton, Altherrensport, Einradfahren, Damengymnastik, Kinderturnen und Mutter-Kind-Turnen.

## Wirtschaft und Infrastruktur

### Unternehmen
Industriebetriebe sind in Suthfeld nicht vorhanden. Kleinere Handwerksfirmen bestimmen das Gewerbe. Es haben sich ein Möbelhaus und ein Hotel angesiedelt.

### Verkehr
Über die B 442 und die A 2 bestehen Anbindungen an den Fernverkehr; die nächste Autobahnauffahrt Bad Nenndorf ist wenige Kilometer entfernt. Die nächsten Bahnhöfe befinden sich in Haste, Bad Nenndorf und Bantorf. Der ÖPNV wird von der Schaumburger Verkehrs-Gesellschaft mit einer Buslinie sichergestellt.

## Persönlichkeiten
- Marga Falkenhagen-Grabowsky (* 10. März 1943 in Gnewitz), Kunsterzieherin und Bildhauerin, lebt und arbeitet im Ortsteil Helsinghausen.